# Os nazal
Oasele nazale sunt două oase mici alungite, variind în mărime și formă la diferite persoane; ele sunt plasate una lângă alta în partea de mijloc și de sus a feței și prin joncțiunea lor formează podul din partea superioară a unei treimi din nas.
Fiecare are două suprafețe și patru borduri.

## Structura
Cele două oase nazale sunt unite la linia mediană numită sutura internazală, și alcătuiesc podul nasului.

### Suprafețe
Suprafața exterioară este concavo-convexă de deasupra în jos, convexă dintr-o parte în alta; este acoperită de mușchii  procerus și nasalis și perforată în jurul centrului său de un foramen, pentru transmiterea unei mici vene.
Suprafața interioară este concavă dintr-o parte în alta și este traversată de sus în jos, printr-o canelură pentru trecerea unei ramuri a nervului nasociliar.

### Articulații
Se articulează nazal cu patru oase: două din craniu, frontal și etmoid, și două ale feței,  maxilarul nazal și maxilarul opus.

## Alte animale
La peștii osoșii primitivi și la tetrapode oasele nazale sunt cele mai anterioare ale unui set de patru oase pereche care formează acoperișul craniului, fiind urmate în secvență de oasele frontale, parietale și postparietalie. Forma lor în speciile vii este foarte variabilă, în funcție de forma capului, dar ele formează, în general, acoperișul botului sau al ciocului, care rulează de la nări la o poziție scurtă de orbite. La majoritatea animalelor, ele sunt, în general, proporțional mai mari decât la om sau maimuțele mari, din cauza fețelor scurtate ale acestora din urmă. În mod neobișnuit la țestoase lipsa oaselor nazale este suplinită cu oasele prefrontale ale orbitelor ajungând până la nări.

## Imagini suplimentare

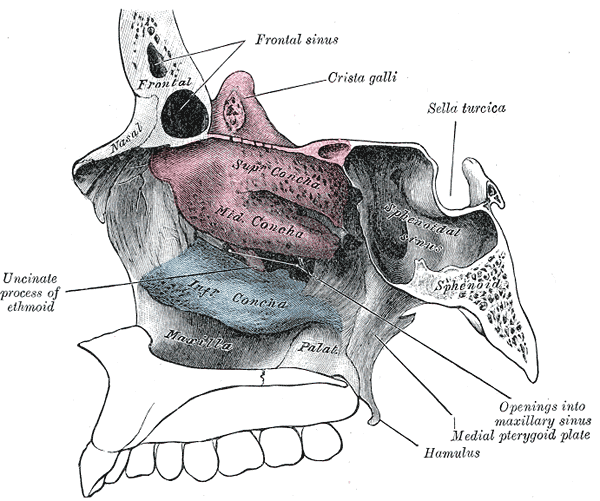
Peretele lateral al cavității nazale, care prezintă osul etmoid în poziție.
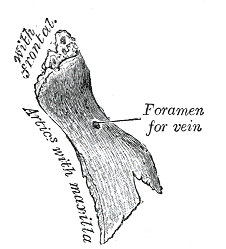
Osul nazal drept. Suprafața exterioară.
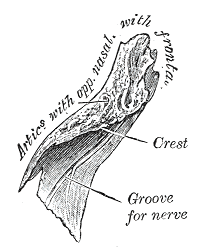
Osul nazal drept. Suprafața interioară.